# Catherine Hardwicke
Helen Catherine Hardwicke (Cameron, Texas, 21 d'octubre de 1955), més coneguda com a Catherine Hardwicke, és una directora, guionista i dissenyadora de producció estatunidenca. Entre els seus treballs, es troben  Thirteen (2003), Lords of Dogtown (2005), The Nativity Story (2006) o Crepuscle (2008).

## Biografia
Hardwicke va néixer a Cameron, Texas. Filla de Jamee Elberta i John Benjamin Hardwicke té un germà que es diu Jack, i una germana Irene Hardwicke Olivieri. Es va criar a McAllen (Texas) a la frontera amb Mèxic, lloc on la seva família vivia a una granja gegant de Río Bravo. "Va ser una vida salvatge" comentaria després Catherine respecte a aquesta època. Es va graduar a la High School secundària de McAllen i pertany a la religió presbiteriana.
Es va graduar de la Universitat de Texas amb un grau d'arquitectura. Va començar la seva carrera com a arquitecta. Hardwicke aviat es va adonar que no era la seva carrera i va començar a anar a l'escola de cinema d'UCLA de postgrau per explorar els seus talents creatius. Mentre anava a l'escola de cinema de UCLA durant els anys 1980, Hardwicke va rebre un premi per Puppy Does the Gumbo. Els seus coneixements d'arquitectura la van portar a passar la major part de la dècada dels 90 com a dissenyadora de producció, treballant en pel·lícules com Tombstone (1993), Tank Girl (1995), 2 Days in the Valley (1996), The Newton Boys (1998) i Tres reis (1999). A l'any següent, va col·laborar amb Tom Cruise en Vanilla Sky. Va ser influenciada per molts dels directors amb els quals treballava i ha guanyat experiència en l'estudi de la seva tècnica.

## Filmografia

### Directora
- 2003.	Thirteen
- 2005.	Lords of Dogtown
- 2006.	The Nativity Story
- 2008.	Crepuscle
- 2011.	Red Riding Hood
- 2013.	Maximum Ride
- 2013 Plush
- 2015 Miss You Already

### Videoclips
- 2015. "There's a Place" de The All-American Rejects